# Antonín Vosátka
Antonín Vosátka (14. května 1884, Petrovice II - 22. května 1958) byl český fotbalista, záložník. Za Slavii chytal i jeho bratr Karel Vosátka.

## Fotbalová kariéra
Hrál v předligové éře za SK Slavia Praha. Za Slavii nastoupil v 7 utkáních a dal 3 góly. Za českou reprezentaci nastoupil 7. 4. 1907 v utkání s Uherskem.